# Vushtrri
Vushtrri en albanais (forme définie : Vushtrria) et Vučitrn en serbe latin (en serbe cyrillique : Вучитрн) est une ville et une commune/municipalité du Kosovo. Elle fait partie du district de Mitrovicë/Kosovska Mitrovica. Selon le recensement kosovar de 2011, la ville intra muros compte 26 964 habitants et la commune/municipalité 69 870.
Vushtrri/Vučitrn est le siège du centre de formation de la police du Kosovo où, depuis 1999, l'OSCE entraîne la nouvelle force de police composée presque exclusivement d'Albanais (90 %).

## Nom
Vushtrria est la forme définie en albanais ; l'usage est de nommer les localités albanaises sous la forme définie lorsqu'elles sont au féminin, sous la forme indéfinie quand elles sont au masculin. On dit donc : Mitrovica, Vlora, Vushtrria au féminin d'une part, Deçan, Shëngjin, Kukës au masculin d'autre part[réf. nécessaire].

## Géographie

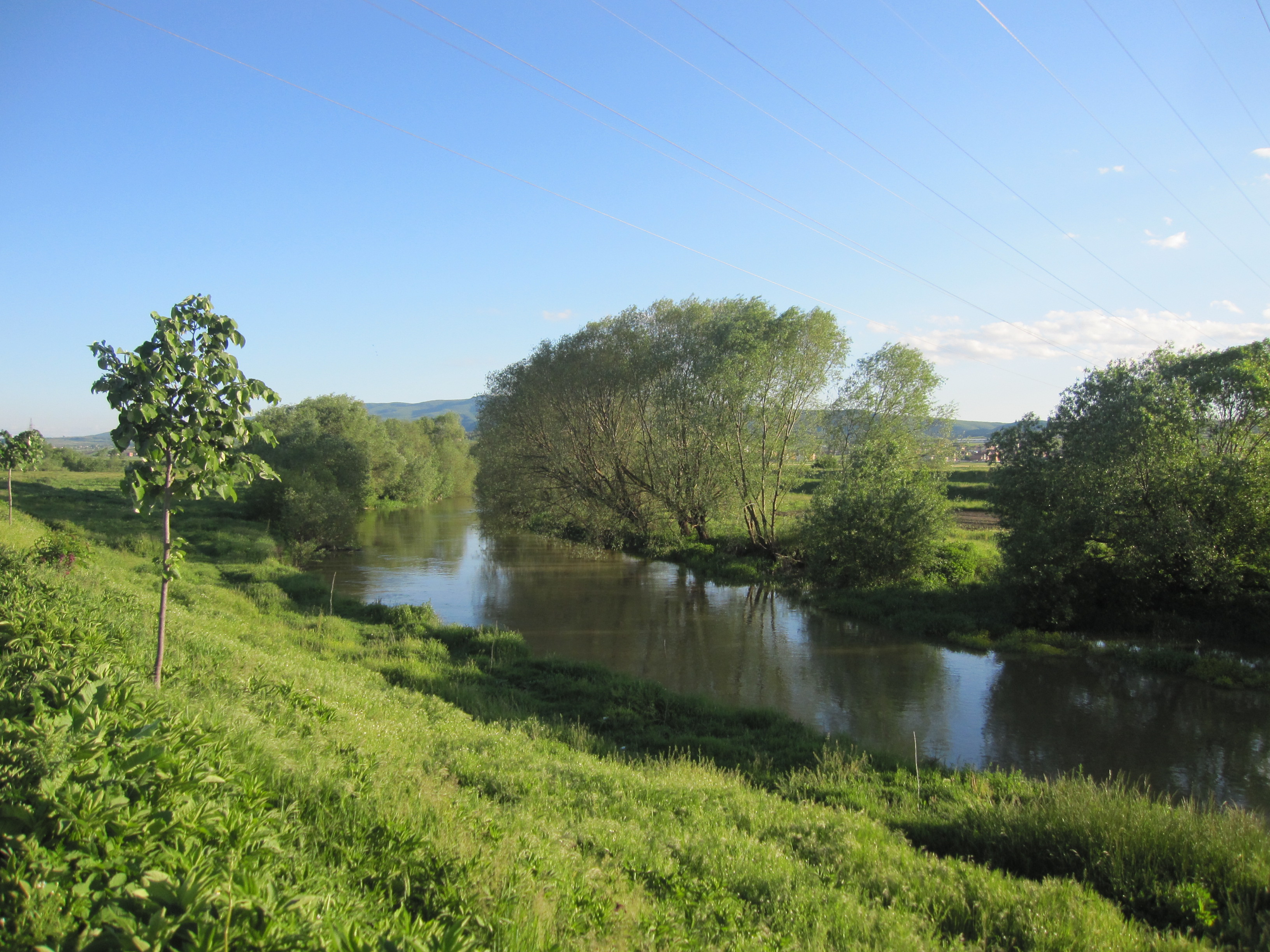
La rivière Sitnica

## Histoire

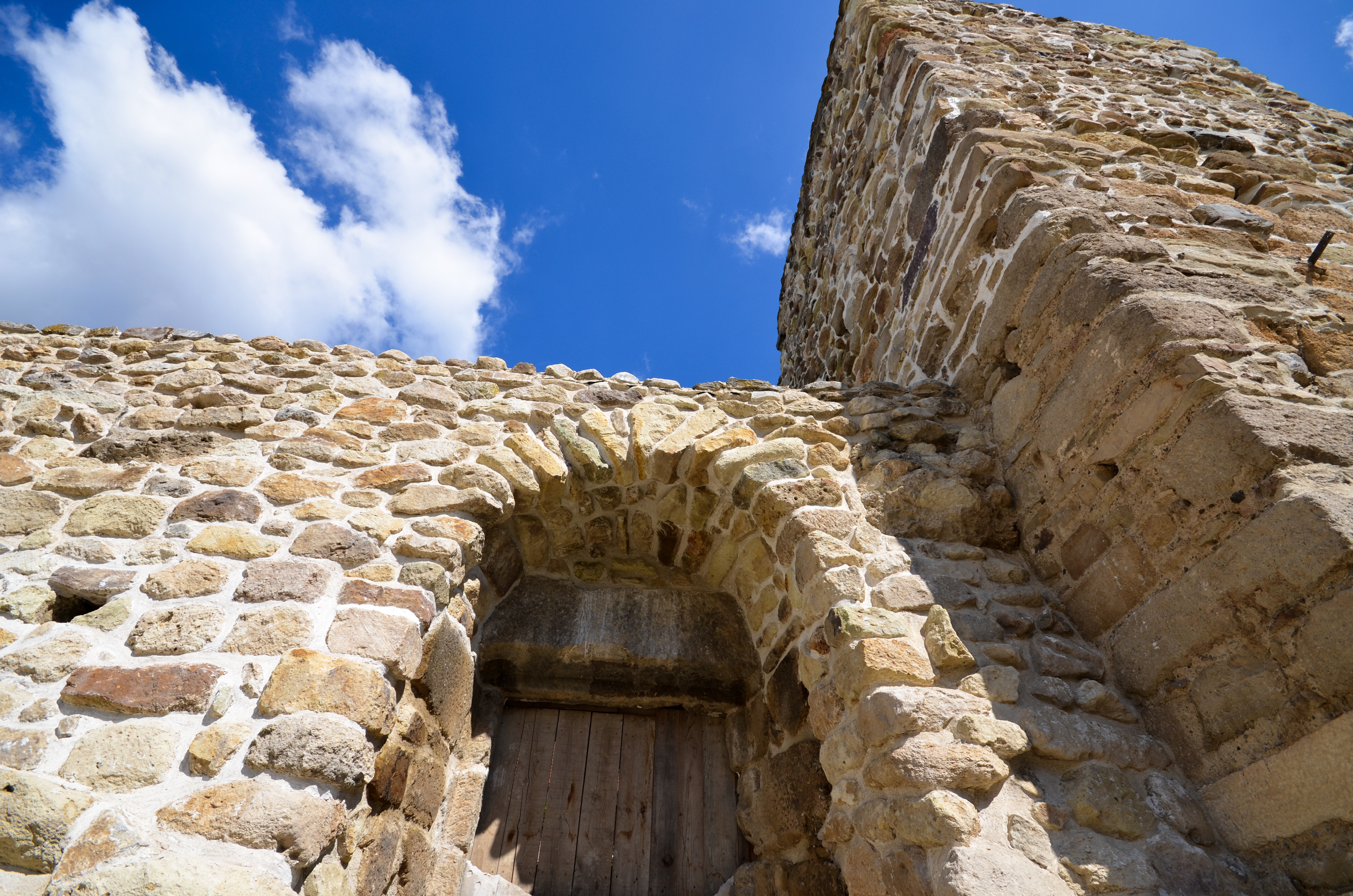
La forteresse de Vushtrri/Vučitrn

La fondation de Vushtrri/Vučitrn remonte à l'Antiquité. Vučitrn est la capitale de la terre de la famille Branković après la chute de l'Empire serbe en 1371. Les Ottomans sont mentionnés dans la ville depuis 1439. Entre le XVe et le XVIIIe siècle, Vushtrri/Vučitrn fut le siège d'un sancak ottoman. L'administration ottomane contribua à diffuser l'Islam, ce qui s'est traduit par la construction de mosquées, de médersas et de hammams[réf. nécessaire].
Lors de la Première Guerre mondiale, la ville fut occupée par l'Autriche-Hongrie puis, à la fin de la guerre, incorporée au royaume de Yougoslavie. Durant la Seconde Guerre mondiale, Vushtrri/Vučitrn marquait la limite de l'occupation nazie du nord du Kosovo, le reste du pays restant, jusqu'en septembre 1943, incorporé à l'Albanie sous domination italienne ou occupé par la Bulgarie. En novembre 1944, la ville fut incorporée avec le reste du Kosovo à la république fédérative socialiste de Yougoslavie.

## Localités

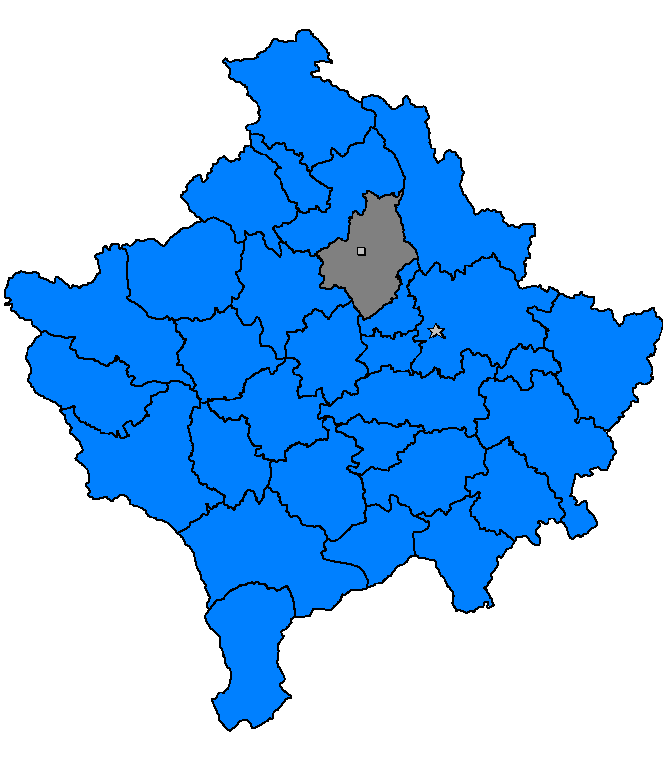
Localisation de la commune/municipalité de Vushtrri/Vučitrn au Kosovo

La commune/municipalité de Vushtrri/Vučitrn compte les localités suivantes :
| - Akrashticë/Okraštica - Balincë/Balince - Banjskë/Banjska - Beçiq/Bečić - Beçuk/Benčuk - Begaj/Novo Selo Begovo - Bivolak/Bivoljak - Boshlan/Bošljane - Brusnik - Bukosh/Bukoš - Ceceli/Cecelija - Dalak/Doljak - Dobërllukë/Dobra Luka - Druar/Drvare - Duboc/Dubovac - Dumnicë e Epërme/Gornja Dubnica - Dumnicë e Llugave/Lug Dubnica | - Dumnicë e Poshtme/Donja Dubnica - Galicë/Galica - Gllavatin/Glavotina - Gojbulë/Gojbulja - Gracë/Grace - Gumnishtë/Gumnište - Hercegovë/Hercegovo - Karaçë/Karače - Kollë/Kolo - Kunovik - Kurillovë/Kurilovo - Liqej/Jezero - Lumadh/Velika Reka - Mavriq/Mavrić - Maxhunaj/Novo Selo Mađunsko - Mihaliq/Mijalić - Miraçë/Miroče | - Nevolan/Nevoljane - Nedakoc/Nedakovac - Oshlan/Ošljane - Pantinë/Pantina - Pasomë/Pasoma - Pestovë/Pestovo - Prelluzhë/Prilužje - Reznik/Resnik - Ropicë/Ropica - Samadrexhë/Samodreža - Sfaraçak i Epërm/Gornji Svračak - Sfaraçak i Poshtëm/Donji Svračak - Shalë/Šalce - Shlivovicë/Šljivovica - Shtitaricë/Štitarica - Skoçan/Skočna - Skromë/Skrovna | - Sllakoc/Slakovce - Sllatinë/Slatina - Smrekonicë/Smrekovnica - Stanoc i Epërm/Gornje Stanovce - Stanoc i Poshtëm/Donje Stanovce - Stroc/Strovce - Studime e Epërme/Gornja Sudimlja - Studime e Poshtme/Donja Sudimlja - Taraxhë/Taradža - Tërllabuq/Trlabuć - Vërmicë/Vrnica - Vesekoc/Vesekovce - Vilanc/Viljance - Vushtrri/Vučitrn - Zagorë/Zagorje - Zhilivodë/Žilivoda |

## Démographie

### Population dans la villeintra muros

#### Évolution historique de la population dans la ville
| 1948  | 1953  | 1961  | 1971   | 1981   | 1991   | 2011   |
| ----- | ----- | ----- | ------ | ------ | ------ | ------ |
| 5 813 | 6 691 | 8 025 | 12 334 | 20 204 | 30 651 | 26 964 |

|  |

### Commune/Municipalité

#### Évolution historique de la population
| 1948   | 1953   | 1961   | 1971   | 1981   | 1991   | 2011   |
| ------ | ------ | ------ | ------ | ------ | ------ | ------ |
| 30 069 | 34 029 | 39 779 | 50 724 | 65 512 | 80 644 | 69 870 |

|  |

#### Répartition de la population par nationalités (2011)
En 2011, les Albanais représentaient 98,53 % de la population.

## Politique
À la suite des élections locales de novembre 2009, les 35 membres de l'assemblée municipale se répartissaient de la manière suivante :
| Parti                                  | Sièges |
| -------------------------------------- | ------ |
| Parti démocratique du Kosovo (PDK)     | 14     |
| Ligue démocratique du Kosovo (LDK)     | 8      |
| Alliance pour le futur du Kosovo (AKK) | 7      |
| Alliance pour un nouveau Kosovo (AKR)  | 2      |
| Parti de la justice (en) (KTDP)        | 1      |
| Parti démocratique turc du Kosovo (PD) | 1      |
| Mouvement pour l'unification (LB)      | 1      |
| Indépendants                           | 1      |

Bajram Mulaku, membre du PDK, a élu maire de la commune/municipalité.

## Économie
L'activité principale de la commune/municipalité de Vushtrri/Vučitrn est l'agriculture.

## Tourisme

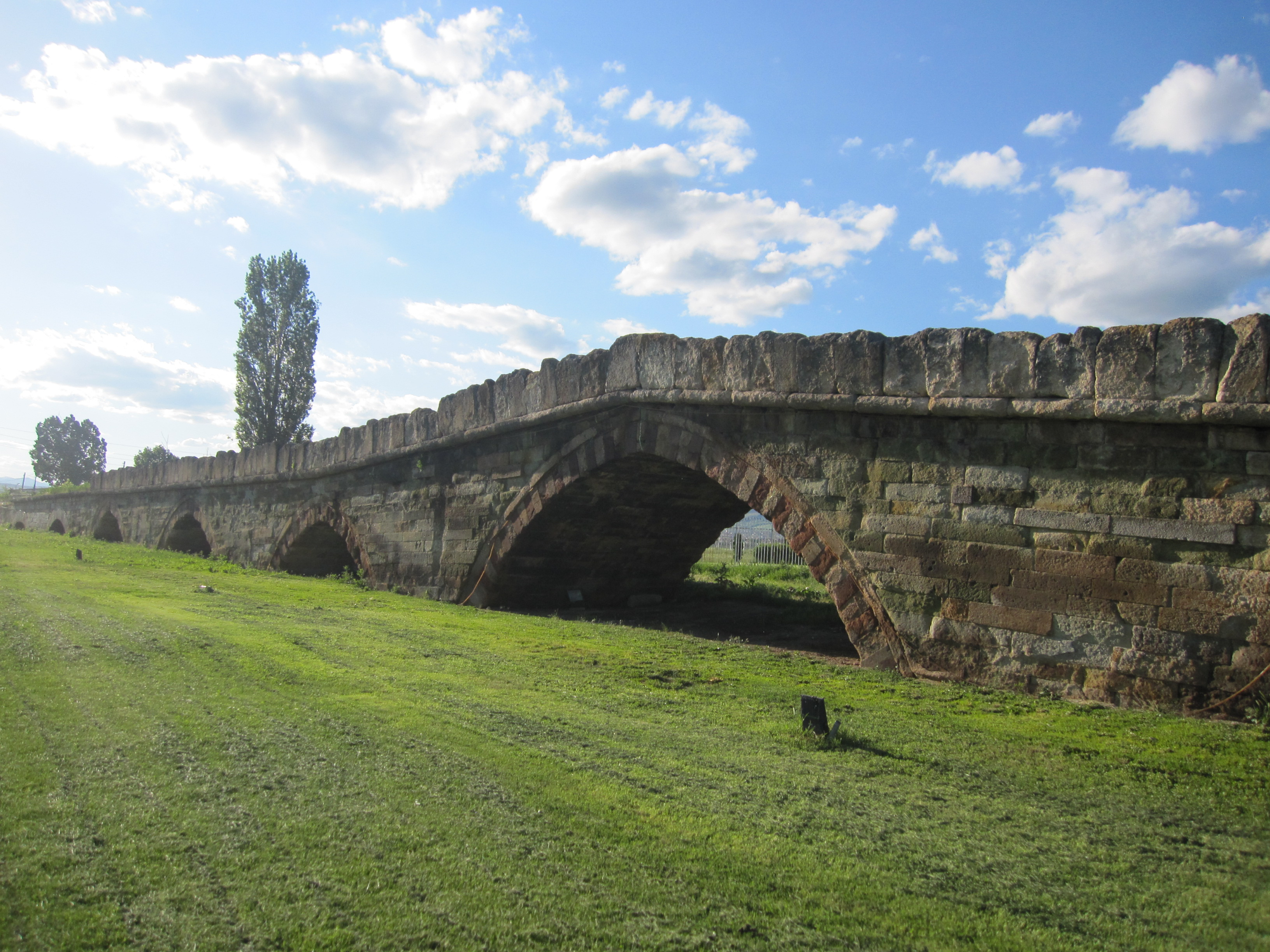
Le pont Vojinović

Le pont Vojinović, à Vushtrri/Vučitrn, a été construit à la fin du XIVe siècle ou au début du XVe siècle ; selon la tradition, il doit son nom à la dynastie des Vojinović et, en raison de son importance historique, il figure sur la liste des monuments culturels d'importance exceptionnelle de la république de Serbie. La tour Vojinović, peut-être construite par l'empereur serbe Stefan Dušan, servit de résidence au despote serbe Đurađ Branković (1427–1456), à l'époque où il administrait le Kosovo ; elle est également classée.
Sites archéologiques
- le site de Gradina à Stroc/Strovce (Préhistoire, Antiquité, Moyen Âge)[6]
- le site de Selište à Vërmicë/Vrnica (IIe-Ve siècles)[7]
- le vieux pont de pierre à Vërmicë/Vrnica (Antiquité)[8]
- le site de Ligata à Stanoc i Poshtëm/Donje Stanovce (IIIe siècle)[9]
- le site de Selište à Banjica (IIIe-IVe siècles)[10]
- les fortifications de Novo Selon (IVe siècle-XIe-XIVe siècles)[11]
- le site archéologique de la colline de Čečan à Duboc/Dubovac (Ve siècle)[12]
- le site de Gradina à Samadrexhë/Samodreža (époque du roi Stefan Dragutin)[13]

Monuments culturels de Vushtrri/Vučitrn
- la mosquée de Gazi Ali Bey (1444)[14]
- le vieux hammam (XVe-XVIe siècles)[15]
- le tombeau de Mustafa Bey (1538)[8]

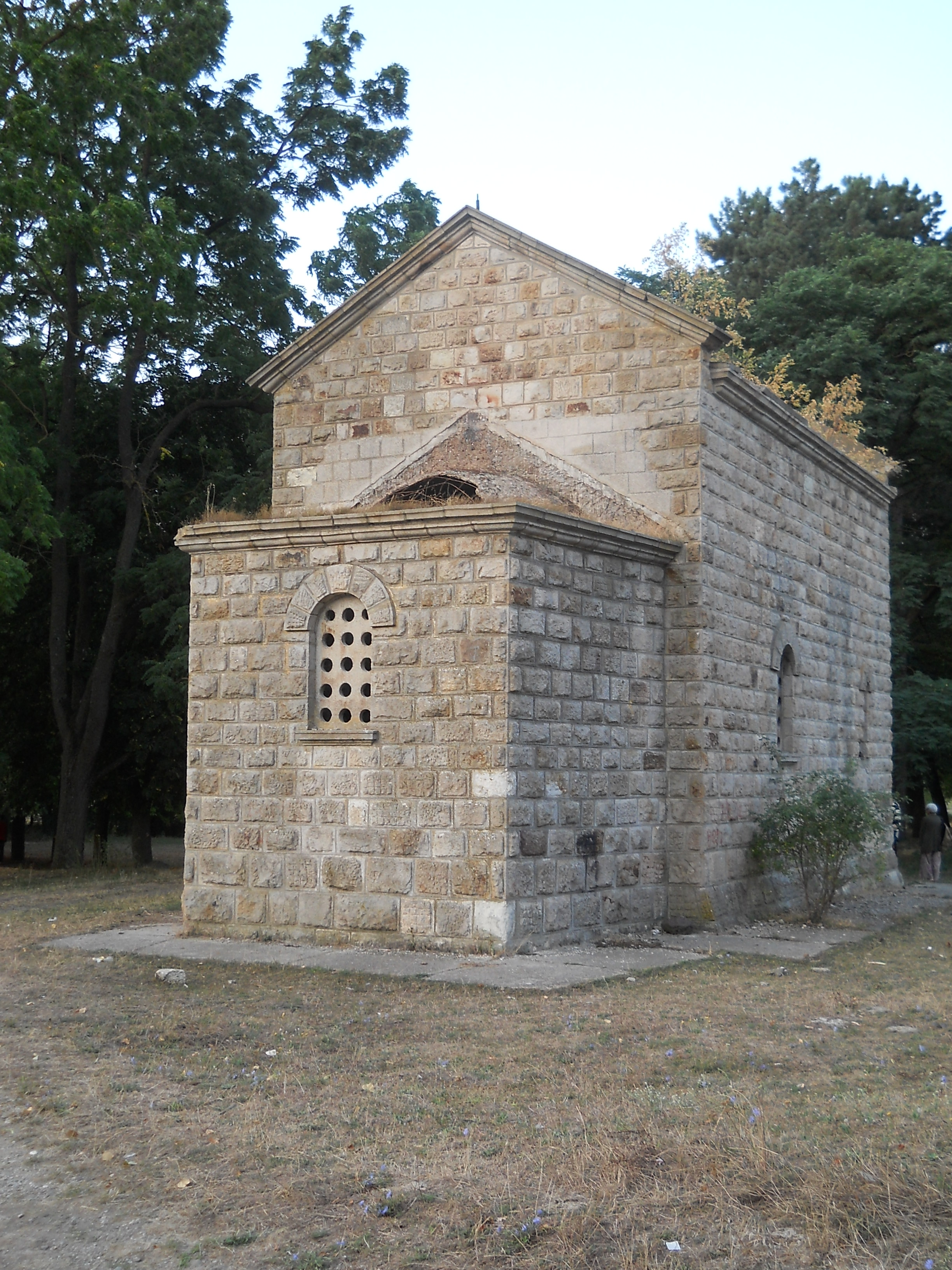
L'église Saint-Lazare de Samadrexhë/Samodreža

- la niche de Mustafa Bey dans la mosquée de Gazi Ali Bey (XIXe siècle)[16]
- une maison située 33 rue Mačvanska (XIXe siècle)[17]
- une maison située 46 rue Borisa Kidriča (XIXe siècle)[18]
- une maison située 64 rue Borisa Kidriča (XIXe siècle)[19]
- la maison de Shaban Aga (XIXe siècle)[8]
- la maison de Mahmut Pasha Gjinolli (XXe siècle)[8]
- une maison située 9 rue Ruždi Bitići (?)[20]

Autres monuments culturels
- l'église Saint-Lazare de Samadrexhë/Samodreža (XIVe siècle)[21]
- les ruines de l'église du Vendredi-Saint à Gojbulë/Gojbulja (XVIe siècle)[22]
- la tour-résidence de Zejnullah Bey à Balincë/Balince (XXe siècle)[8]

## Personnalités

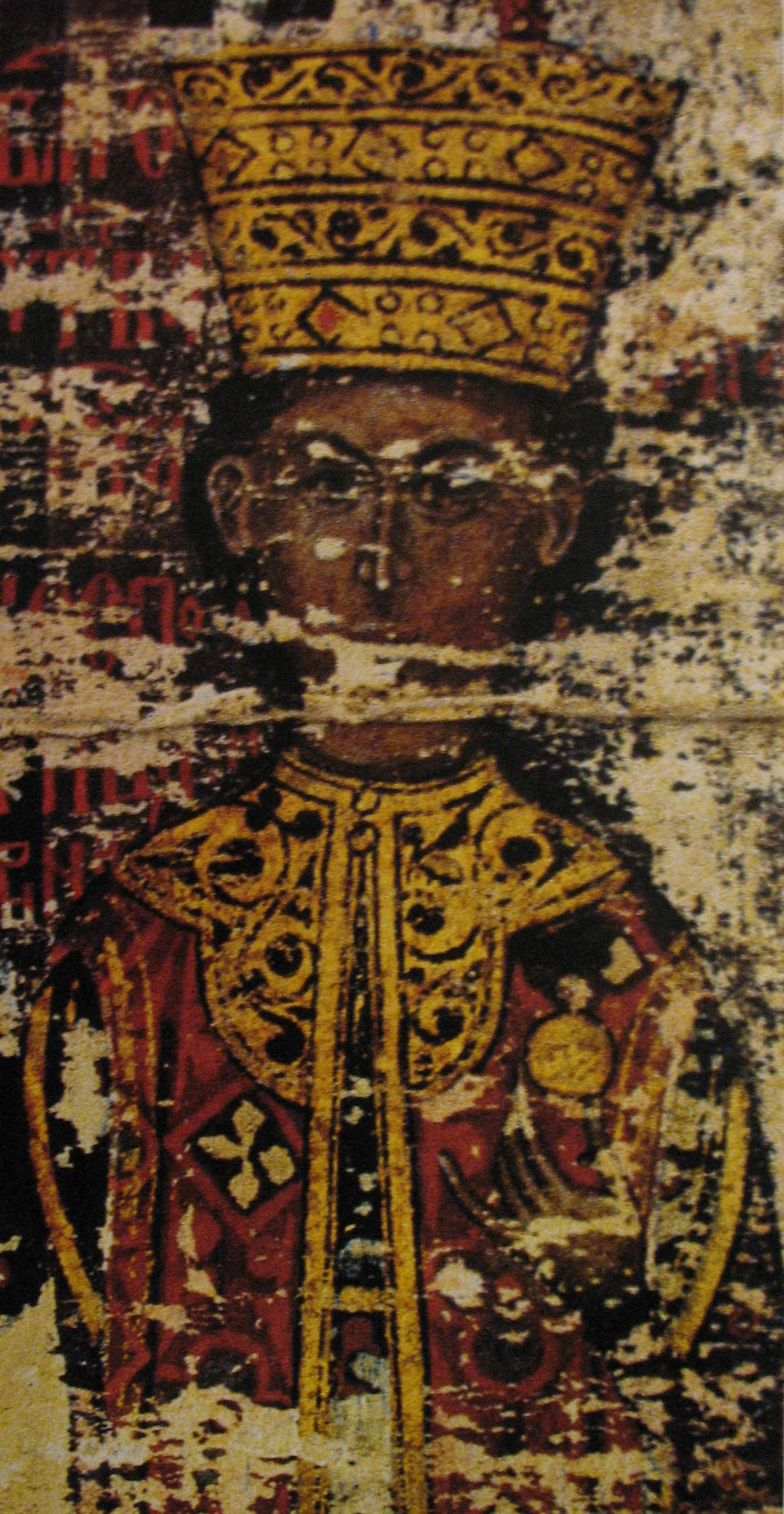
Mara Branković

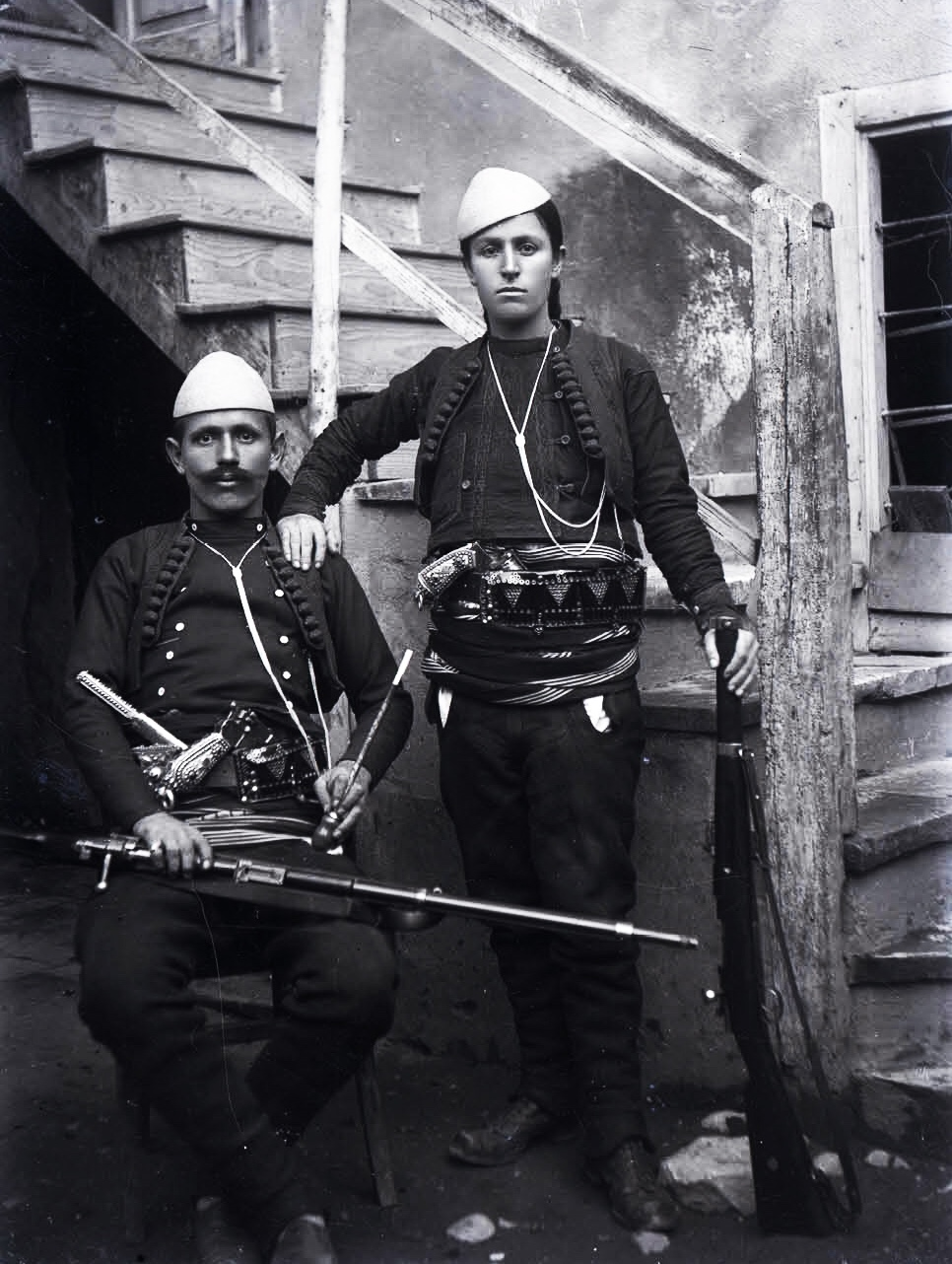
Azem et Shote Galica, vers 1920

- Mara Branković (1401-1487), princesse serbe, femme du sultan Mourad II ;
- Salih Çelebi Celalzade (1499–1570), écrivain et historien ;
- Hasan Prishtina (1873–1933), homme politique, premier ministre albanais en 1921 ;
- Gligorije Elezović (1879-1960), historien serbe, académicien ;
- Salih Bej Vuçitërni (1880–?), homme politique ;
- Azem Galica (1889-1924), nationaliste albanais ;
- Shote Galica (1895-1927), femme d'Azem Galica, nationaliste albanaise ;
- Rahim Ademi (né en 1954), général de l'armée croate ;
- Ahmet Krasniqi, général ;
- Vikotrija (née en 1958), de son vrai nom Snežana Mišković, chanteuse rock et membre du groupe Aska (en) ;
- Jorgovanka Tabaković (née en 1960), présidente de la Banque nationale de Serbie ;
- Isa Sadriu (né en 1963), footballeur et entraîneur ;
- Shefki Kuqi (né en 1976), footballeur ;
- Blerim Rrustemi (né en 1983), footballeur ;
- Njazi Kuqi (né en 1983), frère de Shefki Kuqi, footballeur ;
- Armend Dallku (né en 1984), footballeur, a joué dans le club de la ville ;
- Faton Popova (né en 1984), footballeur ;
- Ahmed Januzi (né en 1988), footballeur ;
- Samir Ujkani (né en 1988), footballeur ;
- Milot Rashica (né en 1996), footballeur.

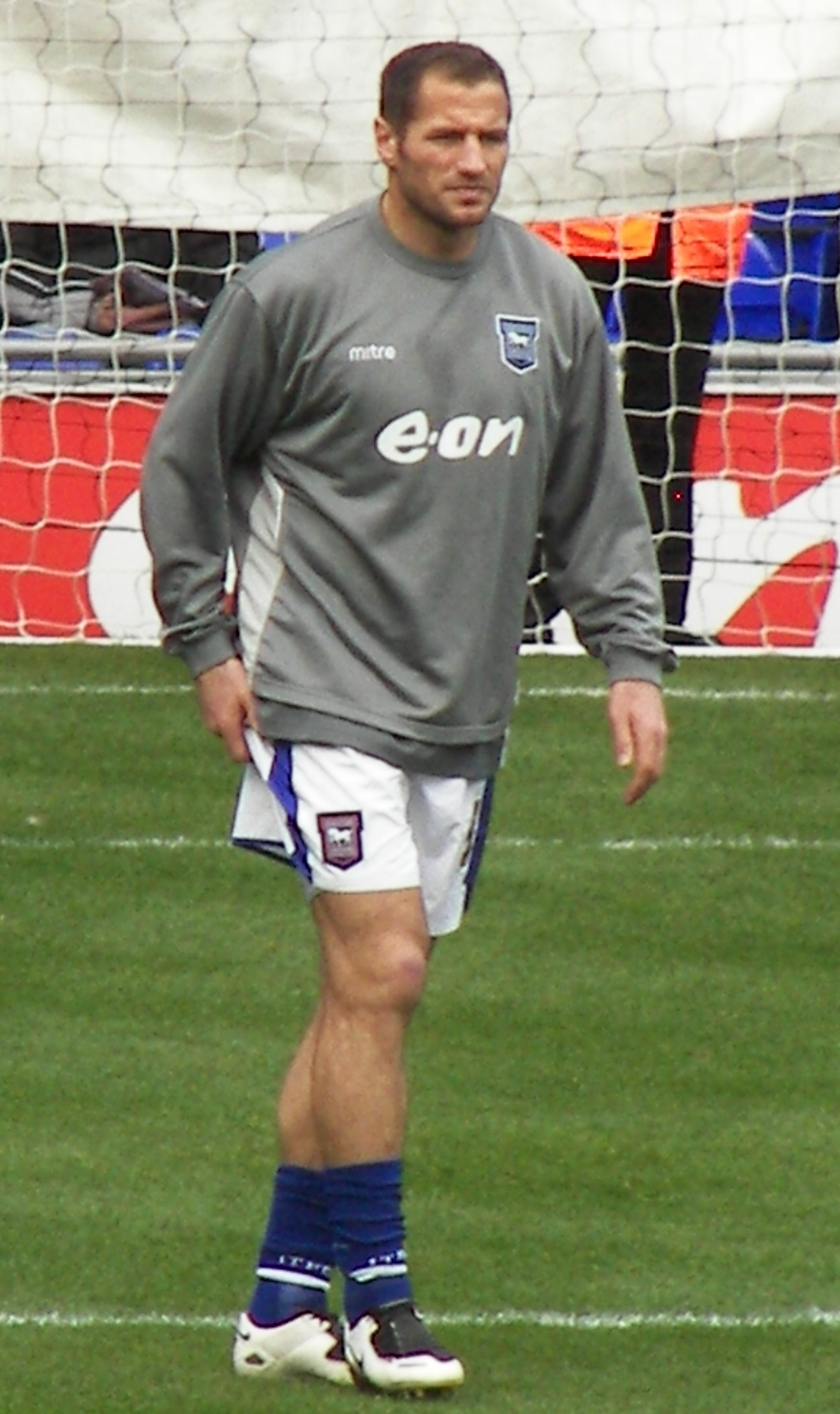
Shefki Kuqi
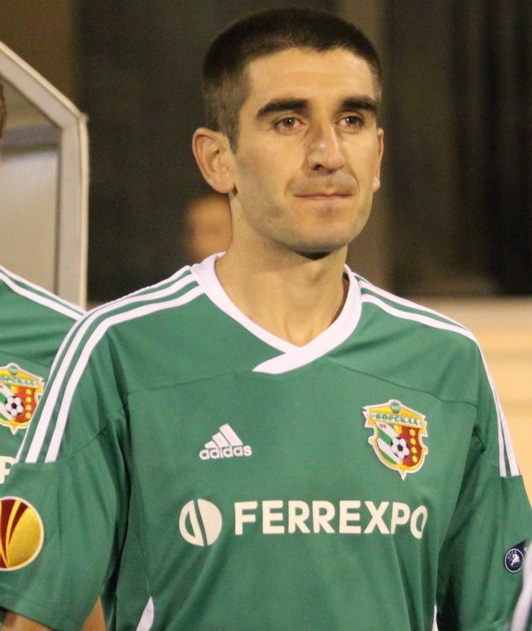
Armend Dallku
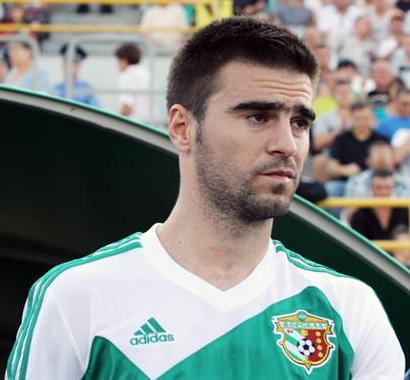
Ahmed Januzi
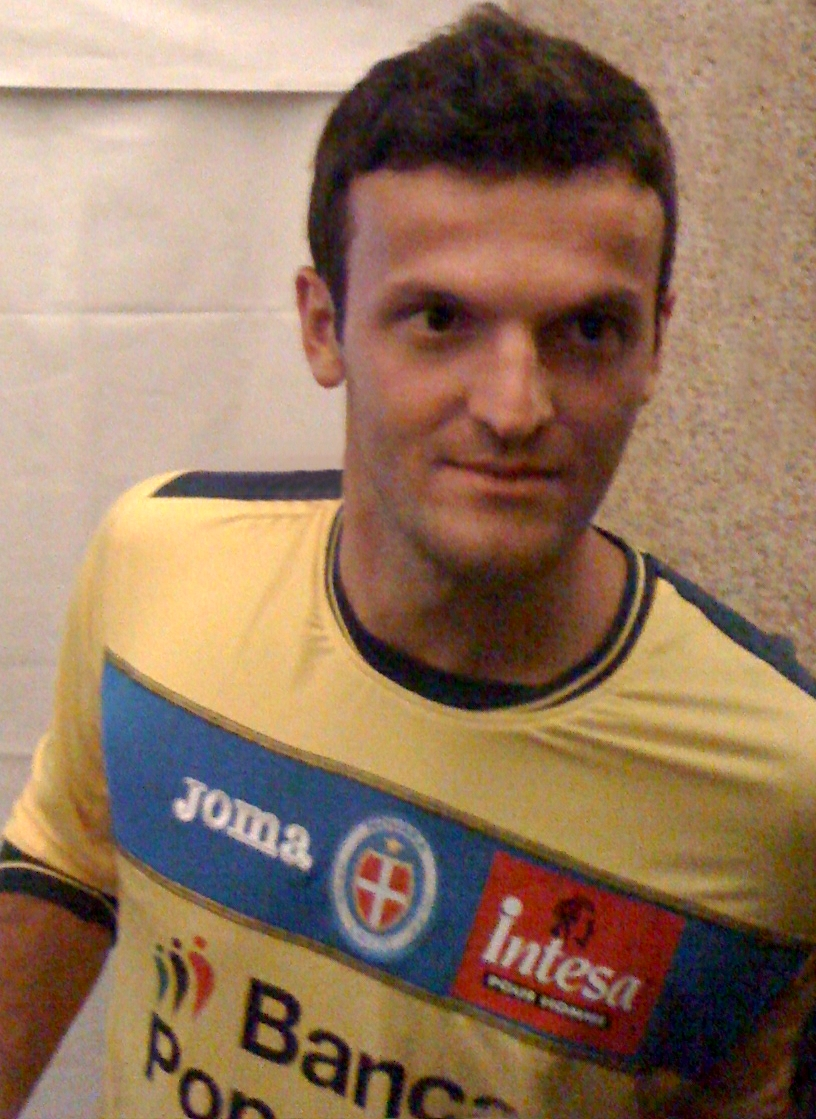
Samir Ujkani